# Дом, в котором жил врач Петр Николаевич Михалкин
Дом, в котором жил врач Петр Николаевич Михалкин — памятник истории в центре Нижнего Новгорода. Построен в первой половине XIX века, существенно перестроен в 1892 году под надзором нижегородского архитектора В. М. Лемке.
Дом входит в комплекс культурного и исторического наследия деревянной и каменно-деревянной архитектуры города XIX — начала XX веков. Является интересным и своеобразным примером индивидуальной жилой застройки середины XIX века, с каменно-деревянными фасадами, резные элементы которых выполнены в духе академической эклектики.
Связан с жизнью и деятельностью выдающегося нижегородского врача-хирурга П. Н. Михалкина, внёсшего большой вклад в общественную жизнь города.

## История
Существующий сегодня дом фиксировался в архивных документах с 1837 года, когда он принадлежал губернскому секретарю Н. В. Смирнову. В тот период здание представляло собой образец классицистической архитектуры, выстроенный по образцовому проекту. Архитектор не установлен. В октябре 1844 года дом перешёл в собственность жены титулярного советника, позже коллежского асессора, Н. Д. Волковой. С декабря 1855 года находился в собственности нижегородского мещанина Г. Г. Михалкина. 3 июня того же года Нижегородская губернская и строительная комиссия утвердила проект подведения под здание каменного полуэтажа, устройство тамбура и обшивку фасадов тёсом (до этого дом был оштукатурен). План с местностью сверял нижегородский городовой архитектор Н. И. Ужумедский-Грицевич, который вероятно и выступил автором проекта перестройки.
В 1863 году к дому, по проекту архитекторского помощника А. И. Чернацкого, пристроили с обеих сторон открытые террасы. В 1877 году домовладение перешло в собственность Н. Е. и П. Н. Михалкиным. 10 апреля 1892 года Городская управа разрешила П. Н. Михалкину перестройку полукаменного дома с возведением деревянной пристройки со стороны двора. Надзор за работами осуществлял нижегородский архитектор В. М. Лемке. В результате террасы превратились во внутренние помещения, а фасады обрели эклектичный облик. Перестройка, вероятно, была связана с профессиональной деятельностью П. Н. Михалкина как врача-хирурга, так как он вёл приём пациентов на дому.
Пётр Николаевич Михалкин (1861—1931) — известный нижегородский врач. Родился в семье нижегородского мещанина и крестьянки родом из Городца. По окончании Нижегородской гимназии поступил на медицинский факультет Московского университета, который окончил в 1885 году. В Нижнем Новгороде он возглавлял хирургическое отделение Нижегородской губернской земской больницы, а позже стал старшим врачом. В 1909 г. получил потомственное дворянство. Проработав по специальности 45 лет, оказал большое влияние на развитие хирургии в Нижегородском крае. Долгое время избирался гласным Городской думы Нижнего Новгорода, состоял председателем городской санитарной комиссии. Проживал в доме с 1887 по 1931 год.
После смерти П. Н. Михалкина, уже в советское время дом был приспособлен под коммунальное жильё.

## Архитектура

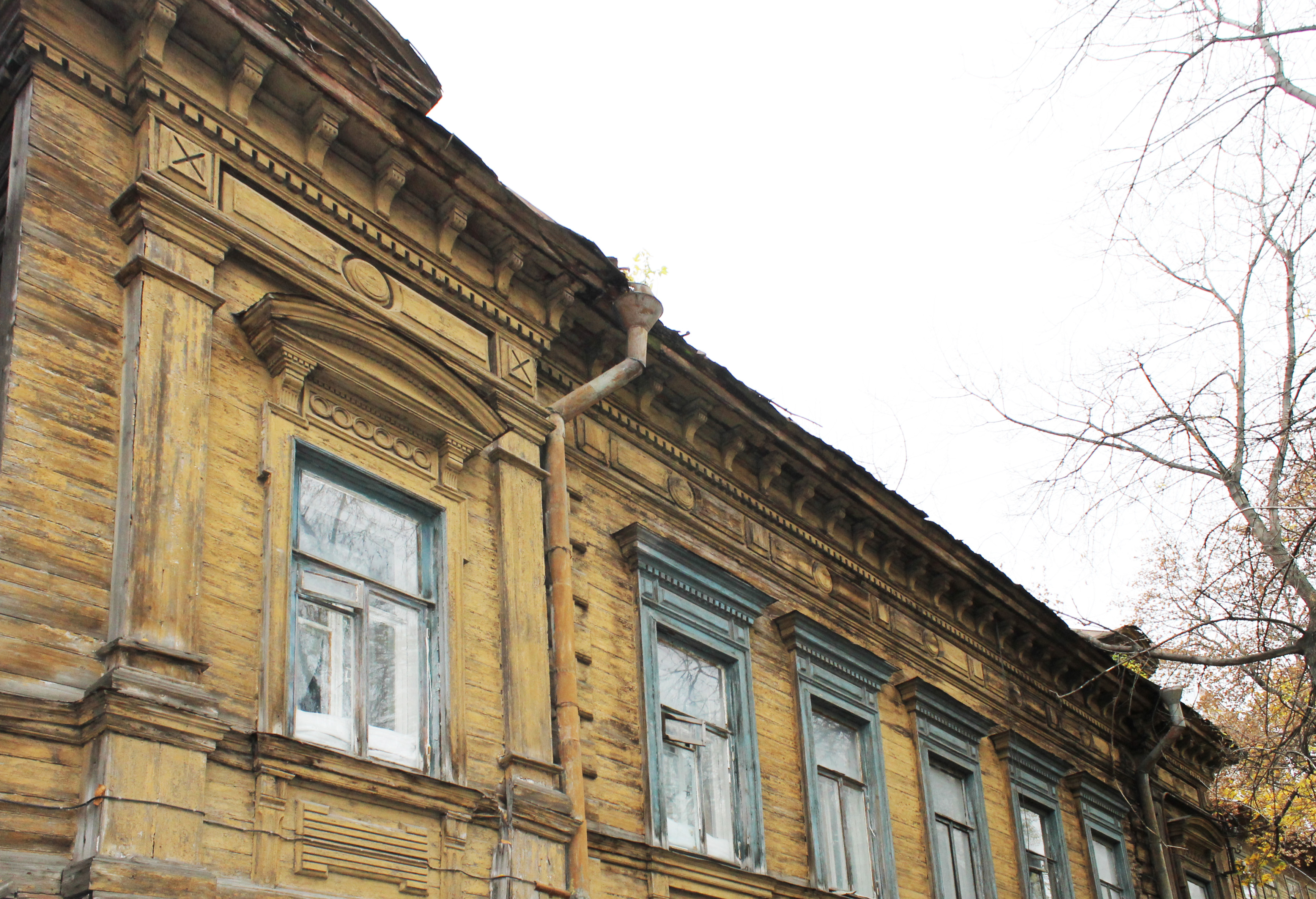
Отделка дома.

Дом расположен в пределах исторической территории Старый Нижний Новгород. Двухэтажный, Т-образный в плане, со стороны улицы Нестерова имеет каменный цокольный этаж. Главный фасад в семь окон симметричен, центральная ось выделена небольшим круглым чердачным окном — люкарной, расположенным над кровлей. Крайние оси выделены пилястрами с элементами тосканского ордера и завершены небольшими аттиками с люкарнами. Справа расположены сени с лестничной клеткой и парадным входом. Входная дверь двустворчатая, филенчатая, украшена фигурными элементами.
Фасад цокольного этажа оштукатурен, обработан горизонтальным рустом, украшен декоративными замками. Второй этаж обшит тёсом, делится междуэтажными и подоконными карнизами. Окна заключены в профилированные наличники, завершённые прямыми сандриками с сухариками, выступы стоек под наличниками украшены накладными полукруглыми элементами. Все элементы убранства вырезаны из дерева: люкарны над окнами с сандриками в виде лучкового фронтона; накладные розетки; венчающий карниз с резными кронштейнами и поясом мелких сухариков; фризовый пояс из прямоугольных горизонтальных филёнок с круглыми и квадратными вставками.